# NetZero
NetZero est un fournisseur d'accès à Internet basé à Woodland Hills à Los Angeles, aux États-Unis. C'est une filiale de United Online, elle-même une filiale de la banque d'investissement B. Riley Financial.

## Histoire
Netzero rachète FreeInet aux alentours de 1998. FreeInet était alors le premier fournisseur d'accès à internet gratuit à une échelle nationale. NetZero est créée en octobre 1998 par Ronald Burr, Stacy Haitsuka, Marwan Zebian et Harold MacKenzie.
En six mois, NetZero compte un million d'utilisateurs, massivement attirés par la gratuité du système. NetZero est par ailleurs l'entreprise ayant créé un Uniform Resource Locator (URL) en temps réel.
À partir de janvier 2001, l'entreprise comme à réclamer un paiement pour les utilisations du service supérieures à 40 heures par mois. Ces utilisateurs sont redirigés vers le service « Platine » de l'entreprise, qui fournit un accès illimité à internet pour 9,95 $ (ou 17,56 $, ou 16,46 € en termes réels de 2024). La durée de 40 heures sera plus tard abaissée à 10 heures par mois.
NetZero fusionne avec son concurrent Juno Online Services et crée la société d'action United Online, en vigueur jusqu'au rachat de NetZero par B. Riley Financial en juillet 2006
En 2012, l'entreprise affirme que 750 000 utilisateurs utilisent toujours leurs services.